# Tapetosa darwini
Tapetosa darwini là một loài nhện trong họ Lycosidae. Chúng được Framenau, Main, Harvey & Waldock miêu tả năm 2009, thường xuất hiện ở vùng Tây Úc.